# Jacques Philippe Cornut
Pour les articles homonymes, voir Cornut.
Jacques Philippe Cornuti ou Cornut est un médecin et un botaniste français, né le 19 octobre 1606 à Paris et mort le 23 août 1651.

## Biographie
Il est l’auteur de la première flore des environs de Paris qui paraît en 1635 sous le titre d’Enchiridion botanicum parisiense qui fait suite à Canadensium Plantarum Historia. Cornut suit la nomenclature de Mathias de l'Obel et y décrit 462 espèces.
Il décrit également 79 espèces canadiennes sous le titre de Canadensium plantarum aliarumque nondum editarum historia (1635). Son travail a aidé les recherches de Louis-Ovide Brunet.